# トルニケ・オクリアシュヴィリ
トルニケ・オクリアシュヴィリ（Tornike Okriashvili 、1992年2月12日 - ）は、ジョージア出身の同国代表プロサッカー選手。FCガグラ所属。ポジションはMF。

## クラブ経歴
2016年9月6日、ロシア・プレミアリーグ・FCクラスノダールと契約した。クラスノダールでの生活は怪我に悩まされ、2018年12月17日に双方合意の上で契約を解除した。
2019年、アノルトシスに移籍をした。
2021年6月3日、APOELに移籍をした。
2022年7月15日、Kリーグ1・全北現代モータースに移籍をした。しかし同年8月1日、メディカルテスト問題により、双方合意の上で正式に契約解除したことを発表した。